# 聖カタリナの神秘の結婚 (ミケリーノ・ダ・ベソッツォ)
『聖カタリナの神秘の結婚』（せいカタリナのしんぴてきなけっこん、伊: Sposalizio mistico di santa Caterina）は、イタリアの国際ゴシック様式の画家、ミケリーノ・モリナーリ・ダ・ベソッツォによる1420年頃の絵画である。イタリアのシエナにあるシエナ国立美術館に収蔵されている。
ミケリーノによる唯一の署名入り作品である。確実にミケリーノに帰属できる他の絵画は、ニューヨークのメトロポリタン美術館に所蔵されている『聖母の結婚』のみである。

## 概要
本作は、聖母マリアに膝の上で抱かれている幼子イエス・キリストがアレクサンドリアの聖カタリナと象徴としての神秘的な結婚をして、聖カタリナに指輪を差し出しているところを表している。聖カタリナは幼子の前にひざまずいて、広い毛皮で裏打ちされたバラ色のマントと金色の王冠を身に着けている。その長いブロンドの髪は、当時の貴族の女性のアトリビュートである。側面には洗礼者ヨハネと聖アントニウスがおり、聖アントニウスの典型的なアトリビュートである豚が足元にいる。
画家の署名、「Michelinus feci」が聖母のマントの下にある。聖人の名前はそれぞれの隣に書かれている。